# Alpheopsis chilensis
Alpheopsis chilensis is een garnalensoort uit de familie van de Alpheidae. De wetenschappelijke naam van de soort is voor het eerst geldig gepubliceerd in 1897 door Coutière.